# Новиков, Юрий Владимирович (гигиенист)
Юрий Владимирович Новиков (1928—2009) — советский и российский учёный-гигиенист, доктор медицинских наук, профессор; член-корреспондент РАМН (1986), академик Российской академии естественных наук и Международной академии информатизации.
Один из ведущих отечественных учёных в области гигиены окружающей среды. Автор более 400 работ, в том числе 28 монографий, учебных пособий и руководств.

## Биография
Родился 29 октября 1928 года.
В 1952 году окончил 2-й Московский медицинский институт им. Н. И. Пирогова (ныне Российский национальный исследовательский медицинский университет имени Н. И. Пирогова). Затем обучался в аспирантуре на кафедре коммунальной гигиены Центрального института усовершенствования врачей (ныне Российская медицинская академия непрерывного профессионального образования). В 1955 году защитил кандидатскую диссертацию. В 1971 году защитил докторскую диссертацию на тему «Гигиенические вопросы изучения содержания урана во внешней среде и его влияния на организм».
С 1955 года Юрий Новиков работал в Московском санитарном институте им. Ф. Ф. Эрисмана (ныне Федеральный научный центр гигиены имени Ф. Ф. Эрисмана), где прошёл путь от младшего научного сотрудника до заведующего отделом гигиены питьевого водоснабжения и санитарной охраны водных объектов. С 1965 по 1986 год был ответственным секретарём редколлегии журнала «Гигиена и санитария». С 1989 по 2001 год являлся членом бюро Отделения профилактической медицины РАМН.
Результаты научной деятельности Ю. В. Новикова использованы более, чем в 20 государственных нормативных и инструктивно-методических документах, направленных на повышение эффективности работы санитарно-эпидемиологической службы Российской Федерации. Он был руководителем научной школы в области гигиены. Под его руководством было подготовлено 12 докторских и 33 кандидатских диссертации.
Умер 9 марта 2009 года в Москве.

## Награды
- Награждён медалью «Ветеран труда», нагрудными знаками «Отличник здравоохранения» и «Почётный работник Госсанэпидслужбы России», а также серебряной и бронзовой медалями ВДНХ СССР.
- Его монография «Гигиена города» в 1988 году была удостоена премии им. Ф. Г. Кроткова.